# Carex huolushanensis
Carex huolushanensis är en halvgräsart som beskrevs av Pei Chun Qiong Li. Carex huolushanensis ingår i släktet starrar, och familjen halvgräs. Inga underarter finns listade i Catalogue of Life.